# Fiat Idea
Fiat Idea — субкомпактвэн, выпускающийся итальянским автопроизводителем Fiat с 2003 года. Автомобиль основан на платформе Project 188, также использующейся на втором поколении Fiat Punto. Автомобиль более практичен, чем остальные, так как имеет раздвижные и складные сиденья. В 2006 году произошёл фейслифтинг, затронувший решётку радиатора (теперь она стала хромированной), интерьер, получивший более тёмные цвета отделки и передние индикаторы поворота, переставшие быть оранжевыми.

## Двигатели и трансмиссия
Idea может оснащаться 8 разными двигателями: четырьмя атмосферными бензиновыми и четырьмя турбодизелями. Все они отвечают требованиям Евро-4. Среди бензиновых 1,2-литровый; 1,4-литровый (2 или 4 клапана на цилиндр, то есть 8- или 16-клапанный ГРМ) и 1,8-литровый (доступный только для Бразилии) агрегаты семейства FIRE, которые могут оборудоваться 5- или 6-ступенчатой механикой, а среди дизельных - 1,3-литровый (69 или 89 л.с.; 1,6-литровый и 1,9-литровые моторы семейства MultiJet, которые также могут работать вкупе с 5-скоростной роботизированной автоматической коробкой передач «Dualogic».
- Размерность колёс — 185/65 R14 86T, 195/60 R15, 185/60 R15 88T
- Диаметр колёсного диска — 6Jx14
- Передняя подвеска — независимая, стабилизирующая штанга, типа MacPherson, со стабилизатором поперечной устойчивости
- Задняя подвеска — независимая, пружинная
- Рулевое управление — реечное (с усилителем)
- Передние тормоза — дисковые, вентилируемые (размер — 257)
- Задние тормоза — барабанные (размер — 203)

## Безопасность
Автомобиль прошёл тест Euro NCAP в 2006 году:
| Euro NCAP                                                  | Euro NCAP | Euro NCAP | Euro NCAP |
| ---------------------------------------------------------- | --------- | --------- | --------- |
| Рейтинги                                                   | Пассажир  |           | 26        |
| Рейтинги                                                   | Ребёнок   |           | 23        |
| Рейтинги                                                   | Пешеход   |           | 8         |
| Протестированная модель: Fiat Idea 1,4 Dynamic, LHD (2006) |           |           |           |

В итоге субкомпактвэн набрал лишь 26 баллов из-за плохого краша при фронтальном ударе, низкой защиты детей и очень плохой защиты пешехода.

## Бразильская версия
В Бразилии запуск производства Idea начался в конце 2005 года. Из двигателей там доступны 1,4-литровый «восьмиклапанник» (схожий с оным у Fiat Grande Punto); 1,6-литровый агрегат и последняя версия 1,8-литрового двигателя от General Motors. Все они имеют систему Flex-Fuel, то есть могут передвигаться на смеси бензина и этанола (при использовании последнего мощность двигателя увеличивается в среднем на 2 лошадиные силы).
Бразильская Idea имеет большую колёсную базу, а также она выше, чуть-чуть длиннее и имеет усиленное днище. Интерьер был взят от Fiat Palio третьего поколения, он был адаптирован в южноамериканским условиям, приборная панель получила классическое месторасположение (европейская версия имела приборную панель посередине консоли). Также стала доступна панорамная стеклянная крышка, известная как «SkyDome».
Всего доступно 4 исполнения:  Attractive (привлекательный) (1,4 л), Essence (сущность) (1,6 л), Sporting (спортивный) (1,8 л) и Adventure (приключение) (1,8 л); а также 2 комплектации: ELX с двигателем 1,4 литра и HLX с 1,8-литровым двигателем. Автомобиль может оснащаться четырьмя подушками безопасности, антиблокировочной системой с системой распределения тормозных усилий, парковочным радаром, датчиком дождя и световой индикацией, ламинированными безопасными стёклами, «SkyDome», 15-дюймовыми дисками, Bluetooth, кожаными сиденьями, кондиционером, аудиосистемой с MP3 и другими опциями.
С начала запуска продаж в 2005 году реализовано более 170000 бразильских Idea. В 2010 году произошёл небольшой рестайлинг, затронувший передние, задние и боковые накладки, а также изменённый внешний вид, схожий с оным у остальных автомобилей Fiat. Ещё один рестайлинг произошёл в 2013 году..

### Idea Adventure
Adventure является внедорожной версией Idea, продажи которой начались в сентябре 2006 года. Собираются автомобили на фабрике в Сан-Паулу, Бразилия. Idea Adventure имеет пересмотренную подвеску, шины Pirelli Scorpion 205/70 R15, пластиковые щитки, 15-дюймовые диски, более светлый интерьер, специально разработанные кожаные сиденья и стандартный набор безопасности, включающий 2 подушки безопасности (спереди и сбоку), ABS с EBD. в 2009 году вся линейка автомобилей Adventure (Idea, Doblò, Strada и Palio Weekend) стала оснащаться блокировкой дифференциала и была переименована в Adventure Locker.

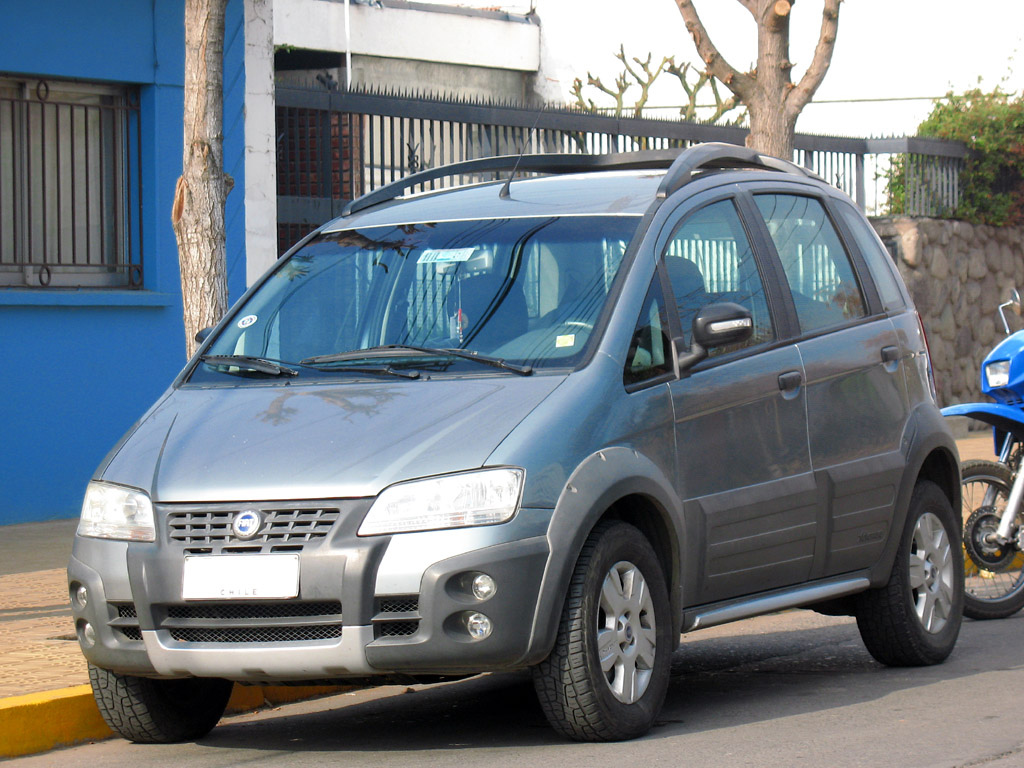
Idea Adventure
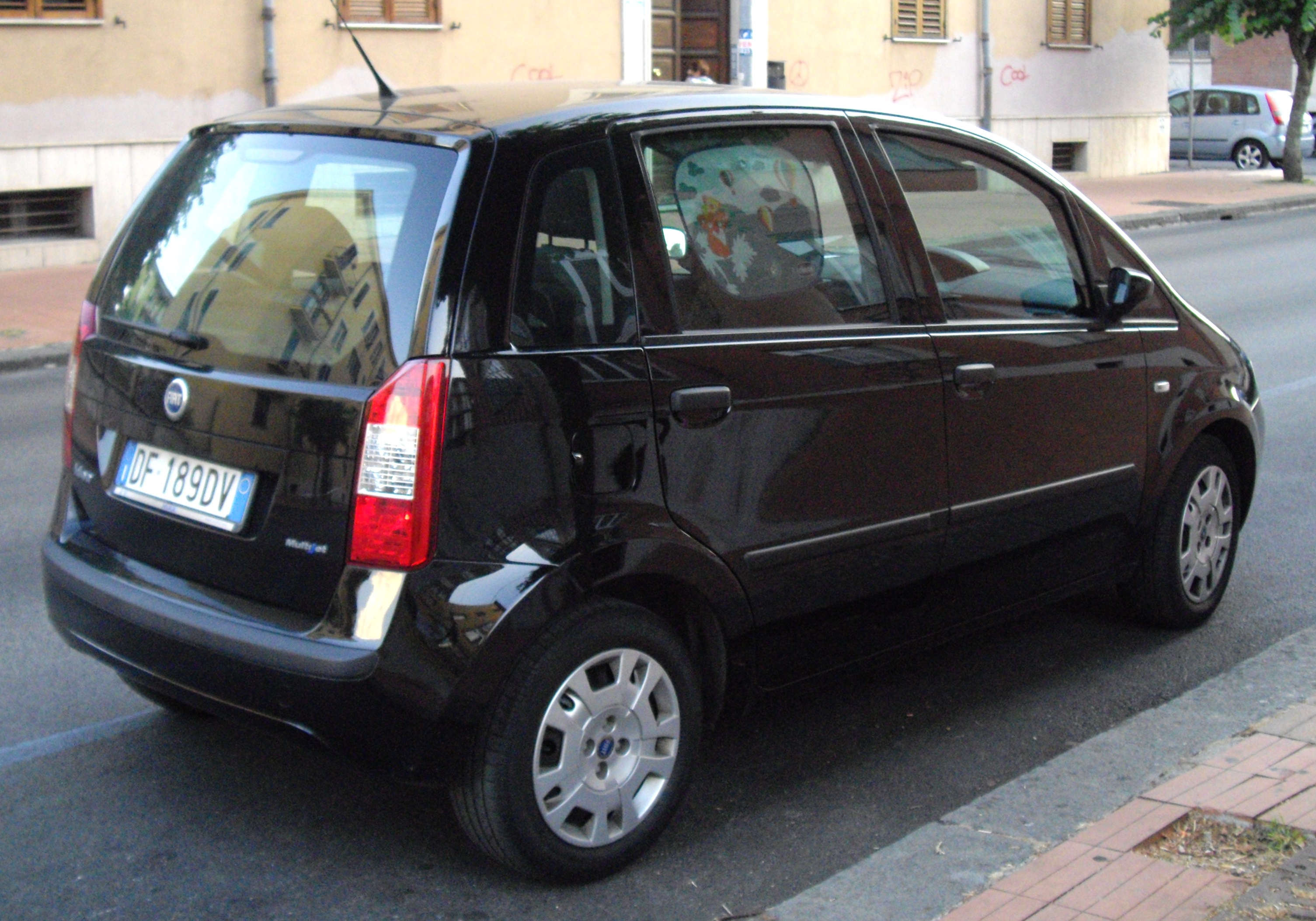
Вид сзади
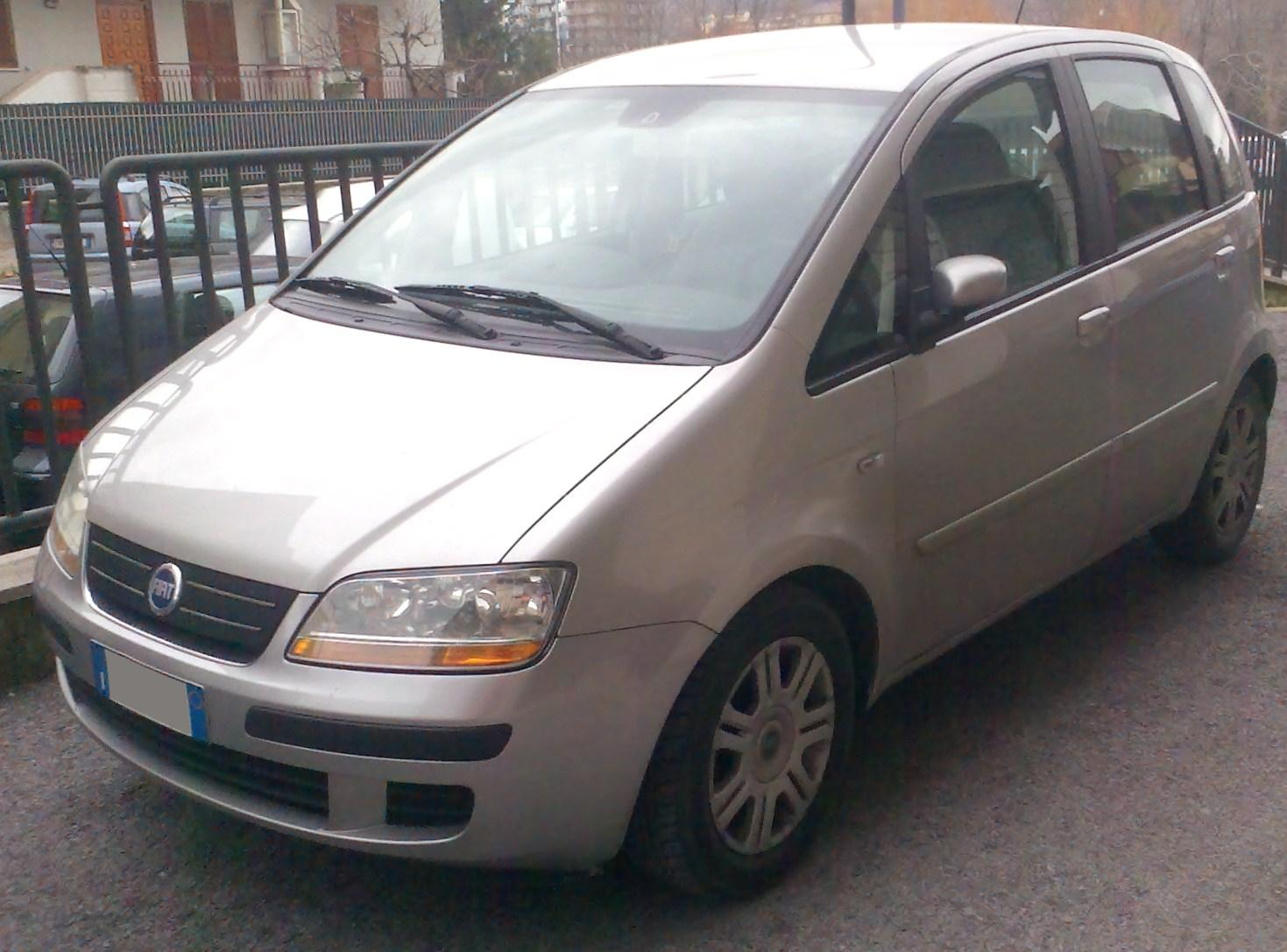
Дорестайлинговая версия
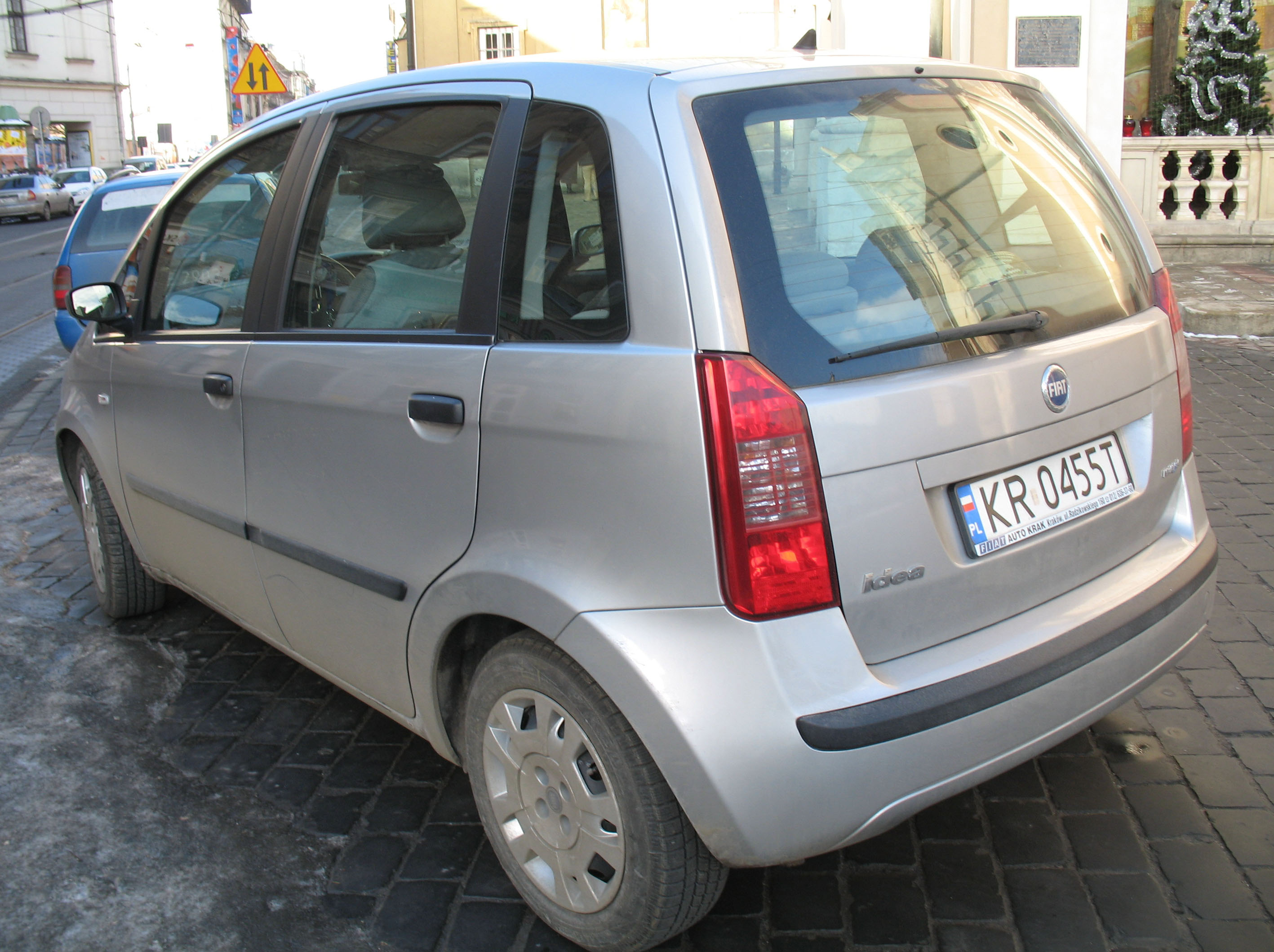
Дорестайлинговая версия, вид сзади
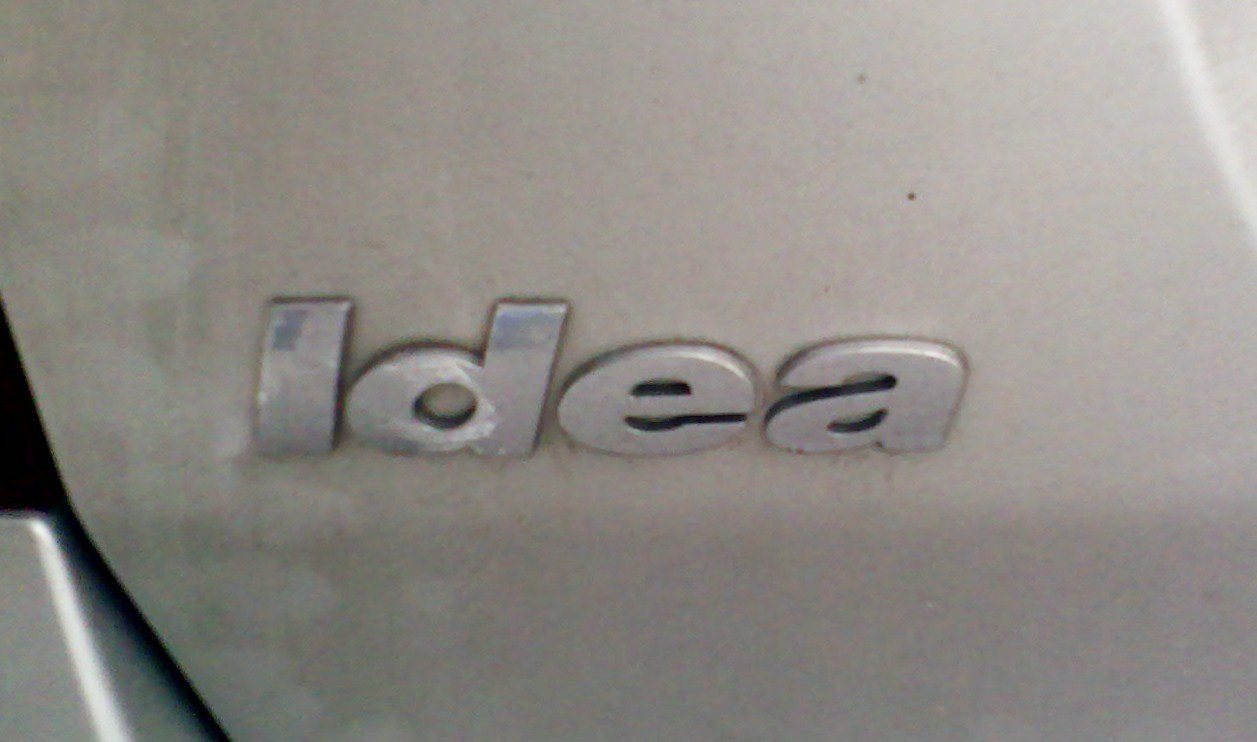
Логотип